# HighNote Records
HighNote Records is een Amerikaans platenlabel voor jazz. Het werd in 1996 opgericht door Joe Fields en is gevestigd in New York. 
Fields werkte eerder bij Prestige Records en was ook oprichter van Muse Records, een label dat hij in de jaren tachtig verkocht. Verschillende muzikanten die ooit op Muse Records uitkwamen, kregen ook weer een kans bij HighNote Records, zoals David Newman, Wallace Roney en Mark Murphy.
Het label HighNote Records brengt zowel nieuw opgenomen muziek uit, als eerder verschenen werk van klassieke jazzmuzikanten (bijvoorbeeld Art Tatum, Lucky Thompson en Woody Shaw). Artiesten die met nieuw geproduceerd werk op het label verschijnen zijn bijvoorbeeld Larry Coryell, Cedar Walton, Don Braden, John Hicks, Vincent Herring, Eric Alexander, Steve Nelson, Freddy Cole, Etta Jones en Ernestine Anderson.
Het label maakt deel uit van Jazz Depot, dat nog twee andere sublabels heeft: Savant Records en Fedora Records.